# Magnetni ležaj
Magnetni ležaj (ang. Magnetic bearing, nem. Magnetlager) je vrsta ležaja, ki uporablja magnetno levitacijo za podpiranje gibajočih se delov. Te vrste ležajev imajo od vseh najmanjše trenje in omogočajo največje vrtilne hitrosti. Pri magnetnih ležajih ni praktično nobene obrabe strojnih delov in ni potrebno mazanje. 
Pasivni magnetni ležaji uporabljajo trajne magnete in zato ne potrebujejo vhodne moči. So pa pasivni magnetni ležaji težavni za dizajniranje, omejitve opisuje Earnshawov teorem. Večina magnetnih ležajev zato uporablja elektromagnete, ki pa zahtevajo vhodno moč in aktivni kontrolni sistem. Lahko pa se uporablja oboje vrst magnetov hkrati: trajne magnete za statične obremenitve in elektromagnetne za dinamične. Magnetni ležaji tipično potrebujejo rezervne ležaje, v primeru izgube moči ali pa okvare.
Magnetni ležaji se uporabljajo v različnih vejah industrije, npr. v elektrarnah, rafiniranju nafte, v orodjih, pri obogatenju urana v Zippe-jevih centrifugah, v turbomolekularnih črpalkah in marsikje drugje. Zaradi odsotnosti mazalnega olja se lahko uporabljajo v aplikacijah, kjer bi le-to povzročilo kontaminacijo.